# Деньо, Ги
Ги Деньо (фр. Guy Daignault; род. 1963 в Монреале, умер 27 января 2005) — канадский конькобежец, специализирующаяся в конькобежном спорте и шорт-треке. Многократный чемпион мира, в том числе двукратный абсолютный в Монктоне 1982 и Шамони 1984 годов.

## Биография
Ги Деньо в начале 80-х годов начал карьеру в шорт-треке. На чемпионате мира в Монктоне 1982 года он стал абсолютным чемпионом мира, опередил при этом своего знаменитого партнёра по команде Гаэтана Буше и выиграл на всех дистанциях и в эстафете. В 1983 году в Токио он вновь попал на подиум, занял 3 место в общем зачёте и два серебра на дистанциях 500 и 1000 метров. На мировом первенстве в Питерборо Деньо повторил свой результата 82 года и вновь выиграл золото в общем зачёте, стал двукратным абсолютным чемпионом мира. Через 2 года он выиграл ещё одну серебряную медаль в общем зачёте в Шамони. Ги Деньо также побеждал в эстафетах с 1981 по 1984 года, хотя официально медали в то время не вручали за соревнования командами. В 1987 году Ги ушёл из спорта в возрасте 33 лет после домашнего чемпионата мира в Монреале, где выиграл золото на дистанции 1500 метров. В том же году Деньо внесли в зал Славы Канадской ассоциации любительского конькобежного спорта.

## После спорта
После соревновательной карьеры был тренером в национальной команде и в Монреальском Международном конькобежном клубе. На Олимпийских играх 1992 года в Альбервилле Деньо был тренером канадской эстафетной команды и привёл её к серебряной медали. В середине 90-х он получил степень доктора философии по оптометрии и работал в этой области доктором-окулистом в городе Гранби, где проживал со своей женой Луизой и детьми Марком-Антуаном и Лораном. 27 января 2005 года он трагически погиб в автомобильной аварии.

## Награды
- 1987 год — внесён в зал Славы конькобежного спорта Канады
- 1995 год — внесён в Спортивный зал Квебека
- 1998 год — внесён в Квебекскую федерацию ветеранов